# Суман
Сума́н (фр. Soumans) — коммуна во Франции, находится в регионе Лимузен. Департамент коммуны — Крёз. Входит в состав кантона Буссак. Округ коммуны — Гере.
Код INSEE коммуны — 23174.

## Население
Население коммуны на 2010 год составляло 582 человека.
| 1962 | 1968 | 1975 | 1982 | 1990 | 1999 | 2010 |
| ---- | ---- | ---- | ---- | ---- | ---- | ---- |
| 913  | 869  | 739  | 612  | 540  | 544  | 582  |

## Экономика
В 2010 году среди 341 человека трудоспособного возраста (15—64 лет) 241 были экономически активными, 100 — неактивными (показатель активности — 70,7 %, в 1999 году было 67,3 %). Из 241 активных жителей работали 219 человек (126 мужчин и 93 женщины), безработных было 22 (16 мужчин и 6 женщин). Среди 100 неактивных 20 человек были учениками или студентами, 48 — пенсионерами, 32 были неактивными по другим причинам.